# Elättijärvi
Elättijärvi är en sjö i Finland. Den ligger i kommunen Rovaniemi i landskapet Lappland, i den norra delen av landet, 700 km norr om huvudstaden Helsingfors. Elättijärvi ligger 161,5 meter över havet. Arean är 12,3 hektar och strandlinjen är 2,15 kilometer lång. Sjön  ingår i Kemi älvs huvudavrinningsområde. 